# XII Universiade invernale
La XII Universiade invernale, ha avuto luogo a Belluno, in Italia, dal 16 al 24 febbraio 1985.
Alla manifestazione parteciparono circa 1.000 atleti di 30 nazioni. Dopo il boicottaggio delle olimpiadi di Mosca (1980) e Los Angeles (1984), gli atleti delle due superpotenze tornarono a sfidarsi a Belluno.
Maurilio De Zolt fu l'ultimo tedoforo e accese il braciere alla presenza di Primo Nebiolo (ideatore delle universiadi), mentre Daniela Zini lesse il giuramento degli atleti.
Le gare sugli sci si sono svolte in Nevegal, mentre le gare su ghiaccio si sono svolte nel palaghiaccio cittadino (ora palasport polifunzionale) apposta costruito in località Lambioi. Altre gare si svolsero ad Alleghe, Cortina d'Ampezzo e Feltre.
Per la prima volta nella storia dell'Universiade, viene aggiunto lo short track al programma sportivo, con dieci squadre maschili (medaglia d'oro vinta dal Canada) e nove squadre femminili (medaglia d'oro degli Stati Uniti), per un totale di 58 atleti.
Mascotte dell'evento era un grifone azzurro, con coda e ali di drago, di nome Grif.

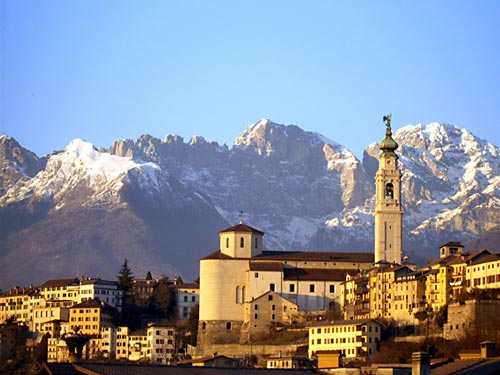
Belluno, sede della XII Universiade invernale

## Impianti
Per la XII Universiade invernale, vennero utilizzati i seguenti impianti sportivi. La capacità degli impianti è riferita al periodo dei giochi.
| Impianto            | Comune  | Sport                 | Capienza | Immagine |
| ------------------- | ------- | --------------------- | -------- | -------- |
| Stadio del ghiaccio | Belluno | Hockey su ghiaccio    | 2.600    |          |
| Piazza dei Martiri  | Belluno | Cerimonia di apertura | -        |          |

## Medagliere
Paese ospitante 
| Pos.   | Paese            | Oro | Argento | Bronzo | Totale |
| ------ | ---------------- | --- | ------- | ------ | ------ |
| 1      | Unione Sovietica | 7   | 3       | 4      | 14     |
| 2      | Canada           | 6   | 5       | 8      | 19     |
| 3      | Cecoslovacchia   | 4   | 3       | 2      | 9      |
| 4      | Italia           | 3   | 6       | 5      | 14     |
| 5      | Stati Uniti      | 3   | 6       | 2      | 11     |
| 6      | Jugoslavia       | 1   | 2       | 0      | 3      |
| 7      | Germania Ovest   | 1   | 1       | 0      | 2      |
| 7      | Australia        | 1   | 1       | 0      | 2      |
| 9      | Spagna           | 1   | 0       | 2      | 3      |
| 10     | Giappone         | 1   | 0       | 1      | 2      |
| 10     | Paesi Bassi      | 1   | 0       | 1      | 2      |
| 10     | Francia          | 1   | 0       | 1      | 2      |
| 13     | Polonia          | 0   | 3       | 1      | 4      |
| 14     | Bulgaria         | 0   | 1       | 0      | 1      |
| 15     | Finlandia        | 0   | 0       | 2      | 2      |
| 16     | Austria          | 0   | 0       | 1      | 1      |
| 16     | Svizzera         | 0   | 0       | 1      | 1      |
| Totale | Totale           | 30  | 31      | 31     | 92     |